# هيريراصوريات
الهيريراصوريات (الاسم العلمي: Herrerasauridae)، فصيلة من ديناصورات سحليات الورك القاعدية الآكلة اللحوم. وهي من أقدم الديناصورات المعروفة، ظهرت لأول مرة في السجل الأحفوري قبل حوالي 233.23 مليون سنة (الثلاثي المتأخر)، قبل أن ينقرض بحلول نهاية العصر الثلاثي. كانت الهيريراصوريات صغيرة الحجم، ولا يزيد طولها عادة عن 4 أمتار، على الرغم من أن عينة الطراز النموذجى من "Frenguellisaurus ischigualastensis" (تعتبر حاليا مرادفا لـ"Herrerasaurus ischigualastensis") يُعتقد أنها تصل إلى حوالي 6 أمتار. أشهر أنواع هذه المجموعة من أمريكا الجنوبية (البرازيل والأرجنتين)،
حيث تم اكتشافها لأول مرة في ثلاثينيات القرن العشرين فيما يتعلق بالستاوريكوصور وستينيات القرن العشرين فيما يتعلق بالهيريراصور. تم اكتشاف هيكل عظمي شبه كامل من «هيريراصور الإسشغوالاستيني» في تكوين إسشغوالاستو في سان خوان،
الأرجنتين،  في عام 1988. وتم العثور على هيريراصورات ناقصة في أمريكا الشمالية، وربما تتواجد في قارات أخرى أيضا.